# Antriebstechnik

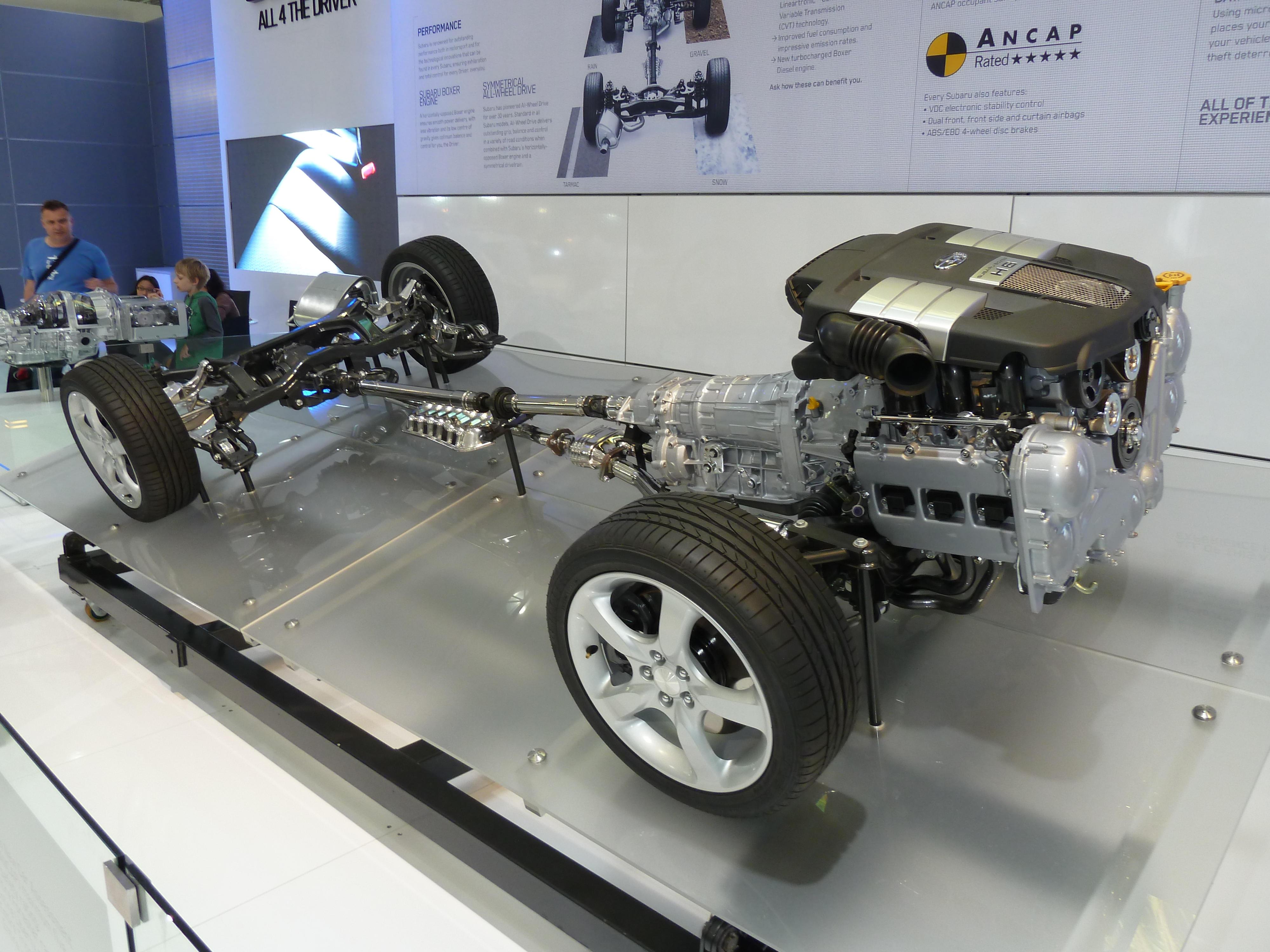
Antriebseinheit eines Subaru Liberty, bestehend aus Motor, Antriebsstrang und Kraftübertragung auf die Räder, ausgestellt auf der „2010 Australian International Motor Show“, Sydney, New South Wales, Australien

Die Antriebstechnik (englisch drive technology) ist eine technische Disziplin, die sich allgemein mit technischen Systemen zur Erzeugung von Bewegung mittels Kraftübertragung befasst. Der Begriff Antriebstechnik leitet sich von Antrieb ab, ist aber dennoch unabhängig von der Art des im Antriebsstrang verwendeten Antriebs zu verstehen, denn diese technische Disziplin beschränkt sich nicht auf die Antriebsquelle, sondern befasst sich u. a. auch mit der Versorgung der jeweiligen Maschine mit Energie und der Ansteuerung der verschiedenen Antriebselemente.
Sofern Drehgeber oder andere Sensoren im Antriebsstrang sowie Regler im Umfeld der Antriebe eine Rolle spielen, darüber hinaus die Verwirklichung komplexer Bewegungsabläufe als Aufgabe ansteht, kann die Allgemeine Antriebstechnik zum Projektgegenstand der Mechatronik werden. Dieses Arbeitsfeld teilt sich die Mechatronik letztlich mit der Elektrischen Antriebstechnik sowie (im Falle von Positioniersystemen) auch mit der Elektrohydraulik und der Elektropneumatik.

## Der Antriebsstrang als Teil eines umfassenderen Systems

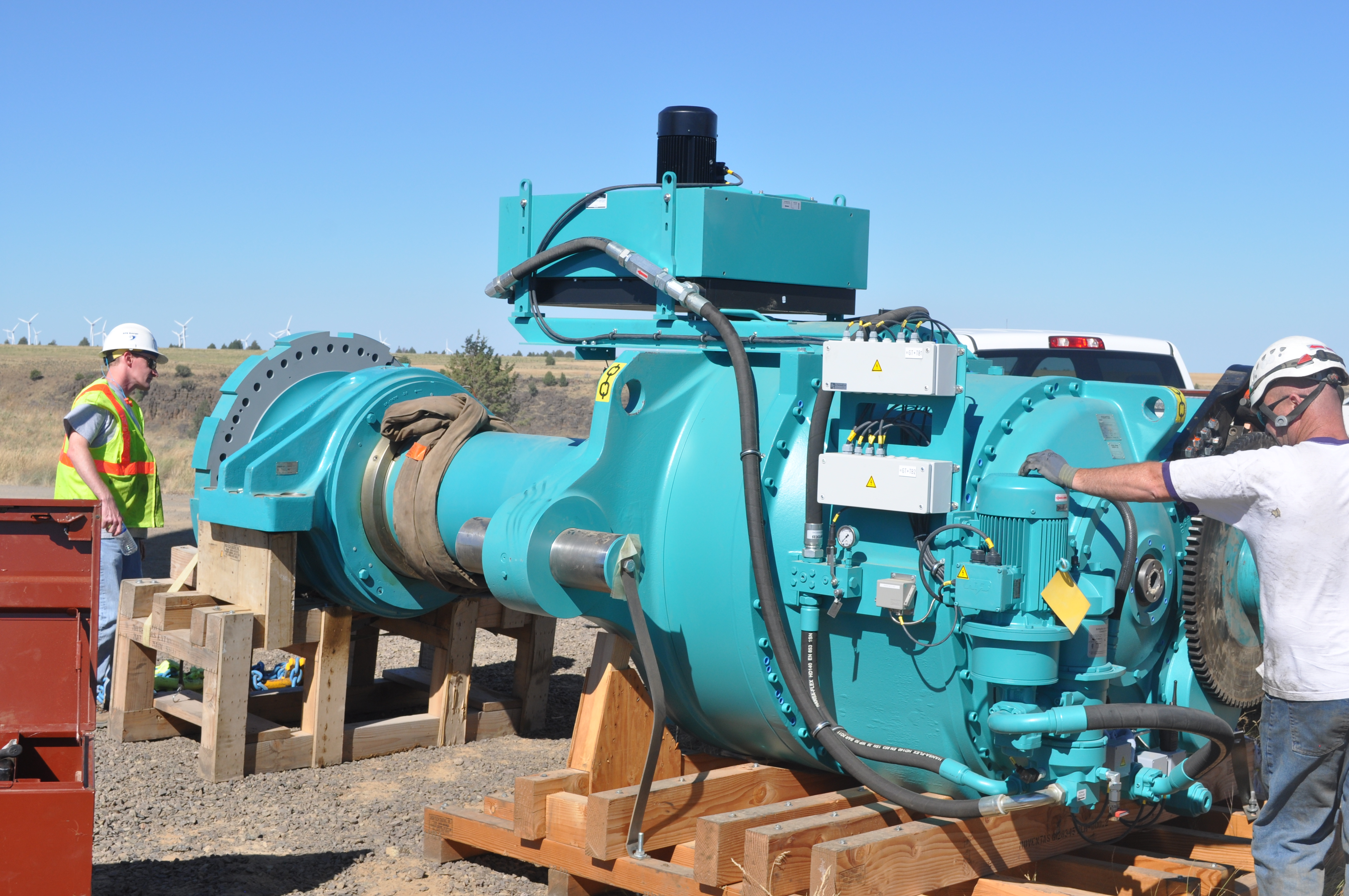
Antriebsstrangkomponenten einer Windkraftanlage

Antriebe sind meist nicht isoliert aufgebaut, sondern Teil einer komplexeren Anlage bzw. des Antriebsstrangs einer solchen. Dieser dient einerseits zur Übertragung von Energie mittels eines wie auch immer gearteten Getriebes, sofern vorhanden, welches zum einen die beteiligten Antriebswellen kraftschlüssig und/oder formschlüssig miteinander verbindet und zum anderen für die Wandlung einer Energieform oder Bewegungsform in eine andere bestimmt ist. Vom Standpunkt der Mechanik aus betrachtet, stellt das Getriebe einen Drehmomentwandler dar. Des Weiteren kann es im Antriebsstrang Kupplungen geben, die entweder für das Zusammenschließen und Lösen von Teilen des Antriebsstranges (dem sogenannten Ein- und Auskuppeln) zuständig sind, sei es durch Ausgleichen einer Drehzahldifferenz, sei es durch formschlüssiges (Ein- oder Ent-)Rasten, oder aber für das Ausgleichen von Drehstößen, von Wellenfluchten oder von Wellenversatz sorgen.
Im Falle des Nichtvorhandenseins von Getriebe und Kupplung im Antriebsstrang spricht man von einem „System mit Direktantrieb“. Im Antriebsstrang verbleibt dann nur noch die mechanische Verbindung der Wellenenden. (Sonderfall: Im besonderen Falle der Verwendung eines Radnabenmotors entfällt ein Antriebsstrang gänzlich.)

### Antriebsstrangkomponenten

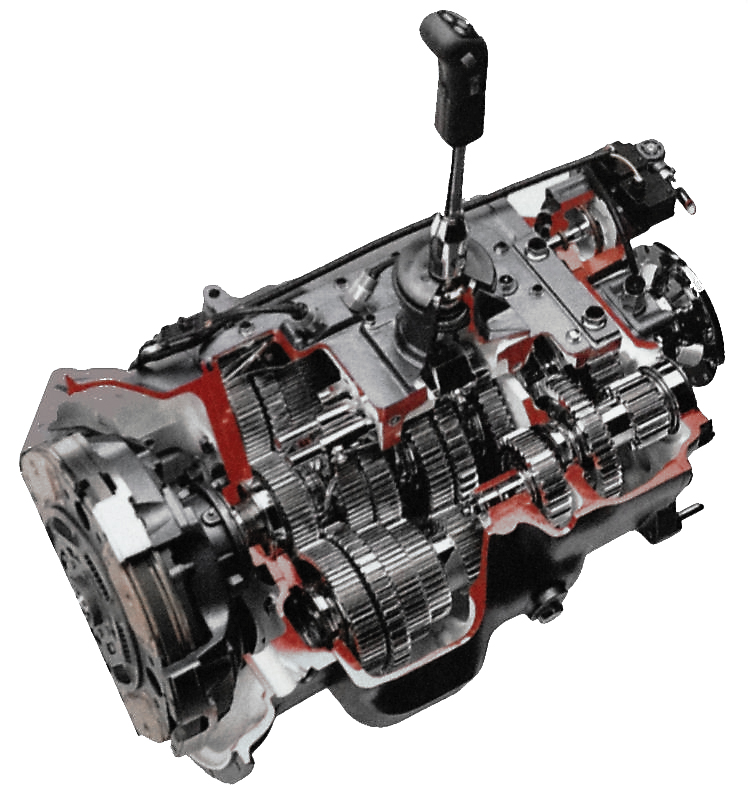
Mechanisches Stufenschaltgetriebe, wie es in der Kraftfahrzeugtechnik zur Anwendung kommt : Gehäuseaufschnitt : Die Schnittflächen sind rot eingefärbt

In Antriebssträngen kann ein Teil der Antriebsenergie auch in Form von dissipativer Reibung verloren gehen. Das ist so gut wie immer der Fall. So besitzt jedes Getriebe und jede im Antriebsstrang integrierte Komponente einen Wirkungsgrad. Entsprechend kann dem Antriebsstrang als Relation der an der Ausgangswelle abgegebenen Leistung {\displaystyle {\mathcal {{\mathit {P}}_{\mathrm {ab} }}}} gegenüber der an der Eingangswelle aufgenommenen Leistung {\displaystyle {\mathcal {{\mathit {P}}_{\mathrm {zu} }}}} ein Gesamtwirkungsgrad {\displaystyle {\mathcal {{\mathit {\eta }}_{\mathrm {gesamt} }}}} zugeordnet werden, der sich aus dem Produkt der Teilwirkungsgrade der im Antriebsstrang integrierten Einzelkomponenten zusammensetzt:
{\displaystyle \eta _{\mathrm {gesamt} }={\frac {P_{\mathrm {ab} }}{P_{\mathrm {zu} }}}=\eta _{1}\cdot \eta _{2}\cdot \ldots \cdot \eta _{\mathrm {n} }={\frac {P_{1_{\mathrm {ab} }}}{P_{1_{\mathrm {zu} }}}}\cdot {\frac {P_{2_{\mathrm {ab} }}}{P_{2_{\mathrm {zu} }}}}\cdot \ldots \cdot {\frac {P_{\mathrm {n_{\mathrm {ab} }} }}{P_{\mathrm {n_{\mathrm {zu} }} }}}}
Typische Komponenten beziehungsweise Maschinenelemente, die im Antriebsstrang verwendet werden, sind. u. a. Getriebe, Wälzlager, Gleitlager, Zahnräder, Reibräder, Riemen (Treibriemen), Ketten, Riemenscheiben von Zugmitteltrieben, Kupplungen, Arbeitsspindeln etc.
Unter gewissen Umständen können auch Linearsysteme eine Rolle spielen, etwa wenn diese über Spindeln von Rollen- oder Kugelgewindetrieben an den Antriebsstrang gekoppelt werden. (Im letzteren Fall kann der Antriebsstrang jedoch nur Teil eines Positioniersystems sein und nur eine endliche Anzahl an Umdrehungen ausführen. Ein solcher Fall unterscheidet sich signifikant von dem Anwendungsfall des (für beliebig lange Drehwege) in eine oder mehrere Drehrichtungen rotierenden Antriebsstrangs. Bei der Kopplung mit Spindeln von Rollen- oder Kugelgewindetrieben kommen in der Praxis nur kurze drehsteife Antriebsstränge zur Anwendung.)
Die Maschinen, die eingangsseitig am Antriebsstrang Drehmoment bereitstellen, bezeichnet man als Kraftmaschinen, diejenigen dagegen, welche ausgangsseitig Drehmoment dem Antriebsstrang entnehmen, als Arbeitsmaschinen.

## Antriebsarten

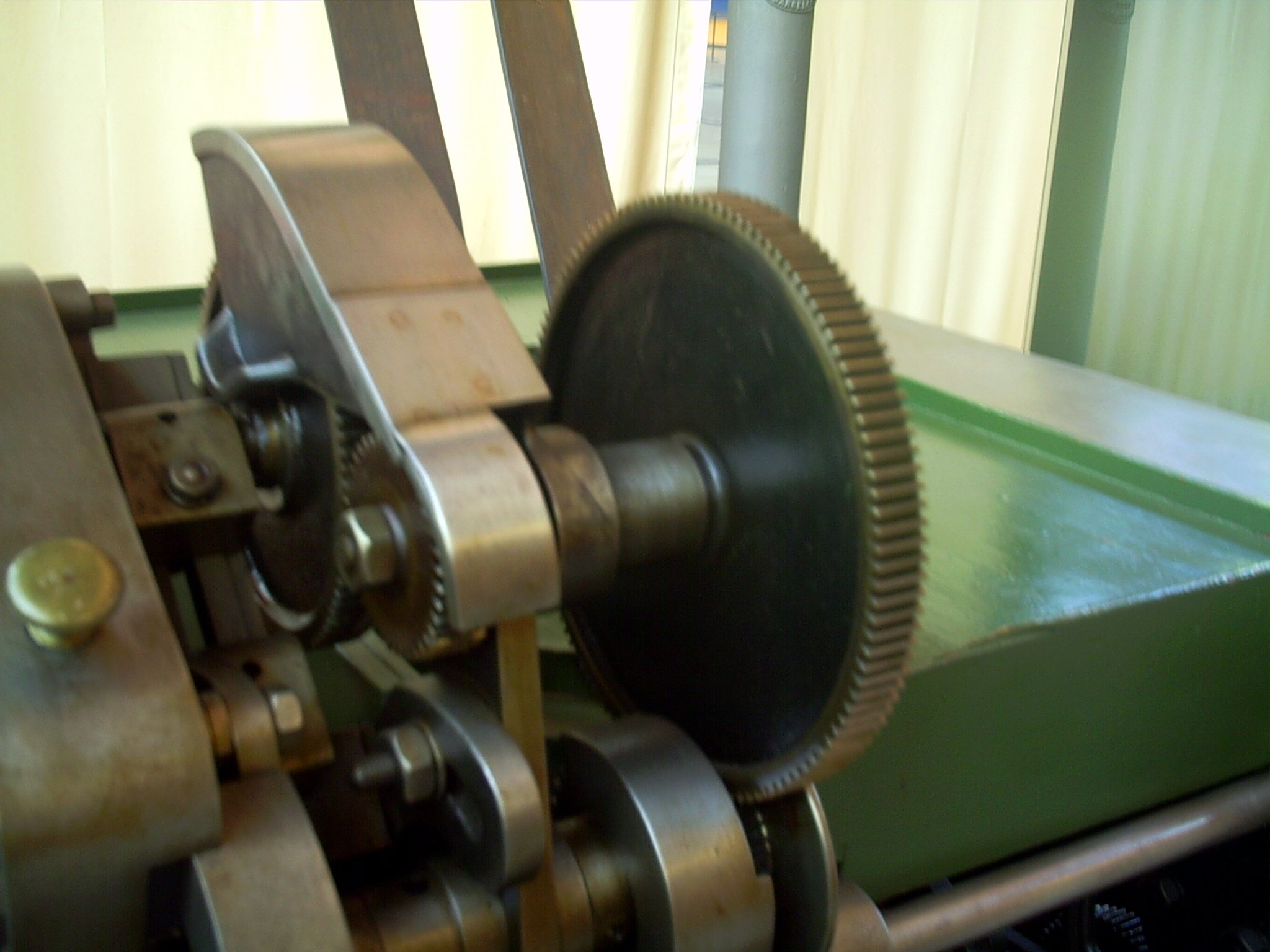
Ausschnitt aus der Antriebseinheit einer alten Textilmaschine

Man unterscheidet folgende Antriebsarten:
- Manueller Antrieb
  - mit der Hand
  - mit den Füßen
  - mit Hilfe von Tieren
- Mechanischer Antrieb
  - Antrieb mit Spannvorrichtung und Entspann-Mechanismus, zum Beispiel Antrieb mit Drehfeder
- Elektrischer Antrieb
- Elektromechanischer Antrieb
- Fluidtechnischer Antrieb
  - Pneumatischer Antrieb
  - Hydraulischer Antrieb
  - Düsenstrahlantrieb
  - Turbinenantrieb
- Antriebe nach dem Verdrängerprinzip
  - Verbrennungskraftmaschinenantrieb
  - Dampfkraftmaschinenantrieb

Bei elektrischen und elektromechanischen Antrieben erfolgt die Umwandlung von elektrischer in mechanische Energie meist mittels einer elektrischen Maschine, dem Elektromotor. Bestimmte Antriebe auf Fluidbasis wie z. B. hydraulische oder pneumatische Systeme kommen nicht ohne eine Drehmoment-getriebene Pumpe als primäre Energiequelle zur Erzeugung des erforderlichen Betriebsdrucks aus. Ein solches Drehmoment rührt in der Regel auch von einem Motor her. Dies ist in vielen Fällen ein Verbrennungsmotor, kann aber unter Umständen auch ein Elektromotor oder sonstiger Motor sein.

## Beziehung der Antriebstechnik zu anderen Disziplinen
Aus dem Gesagten ergibt sich, dass die Antriebstechnik eine wichtige technische Disziplin für den Maschinenbau und dessen angrenzende Gebiete darstellt, auf deren Möglichkeiten u. a. die Aktuatorik, die Feinwerktechnik, die Medizintechnik, die Kraftfahrzeugtechnik, die Luftfahrttechnik, die Raumfahrttechnik, die Wehrtechnik, das Hüttenwesen, die Eisenbahntechnik, der Bootsbau und der Schiffbau und weitere technische Disziplinen zurückgreifen. Umgekehrt werden Antriebsstränge zu modellierbaren, gezielt zu beeinflussenden dynamischen Systemen und damit zu einzubindenden Untersuchungsobjekten für die Steuerungs-, die Regelungstechnik und für die Automatisierungstechnik im weitesten Sinne.